# Парси-э-Тиньи
Парси́-э-Тиньи́ (фр. Parcy-et-Tigny) — коммуна во Франции, находится в регионе Пикардия. Департамент коммуны — Эна. Входит в состав кантона Виллер-Котре. Округ коммуны — Суасон.
Код INSEE коммуны — 02585.

## Население
Население коммуны на 2010 год составляло 249 человек.
| 1962 | 1968 | 1975 | 1982 | 1990 | 1999 | 2010 |
| ---- | ---- | ---- | ---- | ---- | ---- | ---- |
| 293  | 245  | 216  | 210  | 241  | 243  | 249  |

## Экономика
В 2010 году среди 171 человека трудоспособного возраста (15—64 лет) 136 были экономически активными, 35 — неактивными (показатель активности — 79,5 %, в 1999 году было 69,8 %). Из 136 активных жителей работали 126 человек (65 мужчин и 61 женщина), безработных было 10 (5 мужчин и 5 женщин). Среди 35 неактивных 10 человек были учениками или студентами, 17 — пенсионерами, 8 были неактивными по другим причинам.